# Troskotovice
Troskotovice (Droscowitz, Drozkwitz, Droesskwiz, latinsky Treskovicensis, německy Treskowitz) jsou městys v okrese Brno-venkov v Jihomoravském kraji. Nacházejí se v Dyjsko-svrateckém úvalu. Žije zde 749 obyvatel.
Jedná se o vinařskou obec ve Znojemské vinařské podoblasti (viniční tratě U Kapličky, Nad Kostelem, Nad Kolibů).

## Historie
První písemná zmínka o obci se hlásí k roku 1046, jedná se však o falzum z 12. století. Roku 1252 jsou uváděny jako Droscowitz, existoval zde již farní kostel. Roku 1271 byly drženy Arklebem z Myslibořic. V roce 1513 byly v držení oslavanského kláštera. Povýšeny na městečko byly Ferdinandem I. roku 1535. Zároveň s pečetí získaly díky Janu Kunovi z Kunštátu dva výroční trhy a týdenní trh. Po něm drželi městečko Valečtí z Mírova (1538-1570), Pertolt z Lipé, Fridrich z Žerotína roku 1598 ho odporučil manželce Magdaleně Slavatové z Chlumu a Košumberka. Velký požár, při kterém téměř celé městečko vyhořelo, postihl Troskotovice v roce 1796. Po odsunu německého obyvatelstva v roce 1945 byly opuštěné domy zdemolovány, takže v roce 1950 z původních 313 domů zůstalo jen 175. Roku 1990 byly vedeny jako obec, postavení městyse získaly zpět v roce 2007.

## Obyvatelstvo
| Rok            | 1869  | 1880  | 1890  | 1900  | 1910  | 1921  | 1930  | 1950 | 1961 | 1970 | 1980 | 1991 | 2001 | 2011 | 2021 |
| -------------- | ----- | ----- | ----- | ----- | ----- | ----- | ----- | ---- | ---- | ---- | ---- | ---- | ---- | ---- | ---- |
| Počet obyvatel | 1 076 | 1 151 | 1 131 | 1 181 | 1 253 | 1 227 | 1 359 | 780  | 715  | 665  | 587  | 579  | 573  | 634  | 654  |
| Počet domů     | 217   | 228   | 235   | 245   | 259   | 263   | 313   | 175  | 151  | 147  | 152  | 178  | 189  | 213  | 233  |

Vývoj počtu obyvatel

## Pamětihodnosti
- Rondeloid z doby bronzové
- Kostel svatého Václava
- Socha svatého Jana Nepomuckého na návsi
- Boží muka

## Osobnosti
- Michal Sieber (1724–1788) – katolický kněz (podpřevor paulínského kláštera v Moravském Krumlově a Obořišti[8]) a mědirytec. Napsal také několik historických knih, které jsou uloženy ve Strahovské knihovně v Praze. Dochovaly se jeho rytiny do mědi zobrazující světce a kláštery jeho řádu.[9]
- Matouš Benedikt Rutka (1745–1824) – hudební skladatel a varhaník. Narodil se v Troskotovicích kolem roku 1745 a zemřel roku 1824 v Rajhradě. Působil jako varhaník v benediktinském klášteře v Rajhradě a je autorem několika chrámových hudebních skladeb z 18. století.[10]
- Josef Ahmon (1822–1910) – hudebník, který se stal koncertním mistrem v orchestru Johanna Strausse ve Vídni. Narodil se 11. září 1822 v Troskotovicích a později dosáhl významného postavení ve Vídni jako koncertní mistr (vedoucí houslista) Straussova orchestru.[11]
- Hans Stefan Zechmeister (1922–1979) – grafik, kreslíř a spisovatel. Narodil se 8. září 1922 v Troskotovicích. Po nuceném vysídlení po roce 1945 působil v Rakousku a Německu. Proslul jako výtvarník a autor, za což obdržel Südmährischer Kulturpreis 1976 (Jihomoravskou kulturní cenu).[12]